# Festa nazionale della Croazia
La festa nazionale della Croazia (in croato Dan državnosti) si celebra ogni anno il 30 maggio.
La festività si celebrava una volta il 25 giugno, come la festa nazionale della Slovenia, e commemorava la dichiarazione di indipendenza del paese dalla Jugoslavia, avvenuta nel 1991.
Dopo il referendum sull'indipendenza del 19 maggio 1991, il parlamento croato proclamò formalmente l'indipendenza dello Stato croato e la sovranità del Paese stesso.
Figura di spicco nel panorama nazionalista politico croato di allora fu quella di Franjo Tuđman che, dopo essere stato eletto presidente della Presidenza della Croazia socialista nel 1990, proclamó, appunto nel 1991, la dichiarazione di indipendenza del suo paese.
La ricorrenza nazionale non va confusa con il giorno dell'indipendenza del paese ("Dan neovisnosti"), anch'essa festa nazionale, avvenuta l'8 ottobre e che concerne la negoziazione degli Accordi di Brioni, che fecero venire meno i legami con la Jugoslavia.
La Repubblica socialista di Slovenia dichiarò l'indipendenza dalla Jugoslavia contemporaneamente e la sua Giornata di Stato coincideva con la Giornata croata.
In questa occasione si svolgevano i discorsi del presidente della Croazia e di altri dignitari, nonché la commemorazione della guerra civile croata e varie commemorazioni riguardanti l'indipendenza della Nazione.
In seguito a dei cambiamenti al calendario delle festività nazionali croate , la data della festa nazionale del 25 giugno è stata spostata al 30 maggio, Giornata dello Stato, che ricorda il giorno in cui il nuovo Parlamento croato si riunì per la prima volta nel 1990.